# Бикић До
Бикић До (русин. Бикич Дол) је насеље у Србији у општини Шид у Сремском округу. Према попису из 2022. било је 199 становника.

## Географија
Бикић до се налази на контакту сремске лесне заравни и алувијалне равни потока Шидина, на просечно 132 м н.в. Насеље има издужену основу и линеарну структуру, услед концентрације кућа дуж једне улице.

## Историја
Место је настало насељавањем Русина на поседу манастира Привина Глава. Они су радили у околним виноградима, насељавајући виноградарске куће северно од данашњег села, па је формирано насеље разбијеног типа. Данашње село настало је после II свет. рата, као део насеља Привина Глава. Година 1970 добија статус самосталног насеља.

## Археологија
На данашњем потезу Чаризовац (Чазировац) северно од села 1952. године пронађени су средњобронзане монете, скривене у керамичкој посуди која је била закопана. Укупно је нађено 11.459 комада новца из IV века, који су били ковања римских владара, и то Лицијана и Константина великог са синовима.

## Демографија
У насељу Бикић До живи 266 пунолетних становника, а просечна старост становништва износи 40,4 година (38,3 код мушкараца и 42,6 код жена). У насељу има 115 домаћинстава, а просечан број чланова по домаћинству је 2,92.
Становништво у овом насељу веома је нехомогено.
|  |

| Демографија | Демографија | Демографија |
| Година      | Становника  | Становника  |
| ----------- | ----------- | ----------- |
| 1948.       | 475         |             |
| 1953.       | 447         |             |
| 1961.       | 408         |             |
| 1971.       | 346         |             |
| 1981.       | 301         |             |
| 1991.       | 299         | 295         |
| 2002.       | 336         | 336         |

| Етнички састав према попису из 2002.‍ | Етнички састав према попису из 2002.‍ | Етнички састав према попису из 2002.‍ | Етнички састав према попису из 2002.‍ | Етнички састав према попису из 2002.‍ |
| ------------------------------------ | ------------------------------------ | ------------------------------------ | ------------------------------------ | ------------------------------------ |
|                                      |                                      |                                      |                                      |                                      |
| Русини                               | Русини                               |                                      | 160                                  | 47,61%                               |
| Срби                                 | Срби                                 |                                      | 110                                  | 32,73%                               |
| Хрвати                               | Хрвати                               |                                      | 39                                   | 11,60%                               |
| Југословени                          | Југословени                          |                                      | 9                                    | 2,67%                                |
| Словаци                              | Словаци                              |                                      | 7                                    | 2,08%                                |
| Мађари                               | Мађари                               |                                      | 6                                    | 1,78%                                |
| Словенци                             | Словенци                             |                                      | 1                                    | 0,29%                                |
| Роми                                 | Роми                                 |                                      | 1                                    | 0,29%                                |
| непознато                            | непознато                            |                                      | 1                                    | 0,29%                                |

| Година пописа     | 1948. | 1953. | 1961. | 1971. | 1981. | 1991. | 2002. |
| ----------------- | ----- | ----- | ----- | ----- | ----- | ----- | ----- |
| Број домаћинстава | 115   | 112   | 115   | 105   | 113   | 107   | 115   |

| Број чланова      | 1  | 2  | 3  | 4  | 5 | 6 | 7 | 8 | 9 | 10 и више | Просек |
| ----------------- | -- | -- | -- | -- | - | - | - | - | - | --------- | ------ |
| Број домаћинстава | 27 | 19 | 27 | 29 | 7 | 4 | 1 | 1 | 0 | 0         | 2,92   |

| Пол    | Укупно | Неожењен/Неудата | Ожењен/Удата | Удовац/Удовица | Разведен/Разведена | Непознато |
| ------ | ------ | ---------------- | ------------ | -------------- | ------------------ | --------- |
| Мушки  | 146    | 49               | 84           | 9              | 4                  | 0         |
| Женски | 134    | 22               | 85           | 25             | 2                  | 0         |
| УКУПНО | 280    | 71               | 169          | 34             | 6                  | 0         |

| Пол    | Укупно                    | Пољопривреда, лов и шумарство | Рибарство                            | Вађење руде и камена | Прерађивачка индустрија       |
| ------ | ------------------------- | ----------------------------- | ------------------------------------ | -------------------- | ----------------------------- |
| Мушки  | 72                        | 23                            | 0                                    | 0                    | 14                            |
| Женски | 29                        | 15                            | 0                                    | 0                    | 6                             |
| УКУПНО | 101                       | 38                            | 0                                    | 0                    | 20                            |
| Пол    | Производња и снабдевање   | Грађевинарство                | Трговина                             | Хотели и ресторани   | Саобраћај, складиштење и везе |
| Мушки  | 0                         | 0                             | 4                                    | 1                    | 3                             |
| Женски | 0                         | 0                             | 1                                    | 0                    | 0                             |
| УКУПНО | 0                         | 0                             | 5                                    | 1                    | 3                             |
| Пол    | Финансијско посредовање   | Некретнине                    | Државна управа и одбрана             | Образовање           | Здравствени и социјални рад   |
| Мушки  | 0                         | 0                             | 2                                    | 1                    | 1                             |
| Женски | 0                         | 1                             | 0                                    | 3                    | 2                             |
| УКУПНО | 0                         | 1                             | 2                                    | 4                    | 3                             |
| Пол    | Остале услужне активности | Приватна домаћинства          | Екстериторијалне организације и тела | Непознато            | Непознато                     |
| Мушки  | 1                         | 0                             | 0                                    | 22                   | 22                            |
| Женски | 0                         | 0                             | 0                                    | 1                    | 1                             |
| УКУПНО | 1                         | 0                             | 0                                    | 23                   | 23                            |